# Atletik under sommer-OL 2016 - 100 meter løb (herrer)
Mændenes 100 meter løb ved sommer-OL 2016 fandt sted 13.–14. august 2016 på Olympic Stadium.